# 甘巴拉
甘巴拉（義大利語：Gambara），是意大利布雷西亚省的一个市镇。总面积31平方公里，人口4782人，人口密度154.3人/平方公里（2009年）。国家统计（ISTAT）代码为017073。